# Belette de Colombie
Espèce
Statut de conservation UICN

 VU B1ab(ii,iii) : Vulnérable
La belette de Colombie (Neogale felipei) est une espèce de mammifères de la famille des Mustelidae. Elle est endémique des Andes. C'est la belette la plus petite, au pelage le plus sombre et probablement le carnivore le plus rare d'Amérique du Sud.

## Répartition
Cette espèce est présente dans les Andes, à plus de 1 500 m d'altitude, en Colombie et en Équateur.
Il reste moins de 1 400 individus vivant dans la nature. Selon l'Union internationale pour la conservation de la nature : « Une proportion significative de l'aire de répartition estimée de cette espèce a été touchée par la déforestation et par les cultures illégales ».

## Description
Le pelage est sombre sur tout le corps, hormis un ventre de couleur crème, des cuisses jusque sous le menton, mais ne dépassant pas la lèvre supérieure. Une tache sombre, de la même couleur que le dos, marque le ventre entre les pattes avant,.